# 楊雪霏
楊雪霏（1977年3月15日—），中國古典吉他演奏家。

## 生平
被選為英國電台Classic FM「現今100位最佳音樂家」及BBC音樂雜誌「六位最佳古典結他演奏者」之一，楊雪霏為首位風靡國際的中國結他演奏家。她的足跡遍佈全球超過50個國家，並為各大音樂殿堂的常客，當中包括倫敦威格莫爾音樂廳（Wigmore Hall）、柏林愛樂廳、阿姆斯特丹音樂廳、紐約卡內基音樂廳（Carnegie Hall）及林肯表演藝術中心等。《留聲機》雜誌形容楊雪霏為「這一代為拓展結他曲目最為領先的革新者之一」。
楊雪霏出生於北京，7歲時參加小學的結他訓練班，10歲起隨陳志學習結他。1987年，她參加「中國國際吉他藝術節」，獲西班牙領事賞識，轉贈手工製演奏會用結他。1988年，參加「北京牡丹盃青年吉他比賽」奪得第二名，是該屆最年輕參賽者。1989年，參加日本「東京國際結他比賽」（東京国際ギターコンクール）獲特別獎，並獲日本結他製作人河野賢贈送結他。1990年，獲北京市市長陳希同頒發「銀帆獎」，同年入讀中央音樂學院附屬中學，成為該校首名主修古典結他的學生，修讀期間到世界各地演出。
1991年，杨雪霏首次在马德里演出，年近古稀的吉他大师华金·罗德里戈是台下听众之一，已失明的他难以相信这个演出来自一个年仅14岁的中国女孩。1995年，英國著名結他演奏家約翰·威廉斯對她的演出印象深刻，把珍藏的斯莫爾曼結他出借給她。
1999年，楊雪霏首張獨奏CD《Classical Guitar by Yang Xuefei》面世。同年6月，从中央音樂學院畢業，並獲得ABRSM獎學金進入皇家音樂學院修讀研究生課程。2002年，她獲英國皇室授予該學院最高榮譽「院長獎」，同年取得該學院最高演奏水平的「dipRAM」榮譽。2003年，她與經理人公司Askonas Holt簽約，在歐洲巡迴演奏54場。2004年，她與美國唱片公司GSP、世界各地知名作曲家合作錄製以中國主題的CD。2005年獲選為英國皇家音樂學院院士，並與EMI簽約。
2010年，为纪念罗德里戈百年诞辰，杨雪霏在皇家节日音乐厅首演了添姆士·索特为她创作的《平衡》（Equipoise）。杨雪霏多年来活跃在国际主流音乐舞台，被古典音乐电台Classic FM评为“20位最杰出古典吉他演奏家”之一。她常年受邀在各大国际音乐节表演，例如逍遥音乐节、爱丁堡国际艺术节、上海夏季音乐节、北京国际音乐节等，与诸多国际知名交响乐团有过合作经历。2012年，杨雪霏与王健、陈萨以及国家大剧院管弦乐团携手，为国家大剧院2012五月音乐节拉开序幕。
2013年8月，英国古典音乐“奥斯卡”留声机奖颁奖典礼上，杨雪霏与英国男高音伊恩·波斯特里奇合作表演，庆祝吉他传奇大师朱利安·布里姆获终身成就奖。2013年11月3日，杨雪霏于英国威格莫尔音乐厅举办的独奏会，首演了作曲家陈怡创作的吉他独奏曲《说唱（Shuo Chang）》。
古典音乐之外，楊雪霏也和流行明星跨界合作。2008年，她與金牌大風歌手古巨基拍攝歌曲《下次再見》MV，她亦負責整首歌曲音樂奏樂。2013年7月13日，应香港领贤慈善基金会邀请，参加《灿烂香港》庆祝活动，与基金会大使陈奕迅和钢琴家朗朗在香港红磡体育馆参与EASON's LIFE世界巡回演唱会。

## 唱片列表
註：中文名稱皆爲意譯，並非官方名稱。
- 1999年：《Classical Guitar By Yang Xuefei》，（楊雪霏的古典吉他）
- 2003年：《Night of the Proms》（DVD，大型音樂會現場錄製），（逍遙音樂會之夜）
- 2005年：《Si Ji》，（四季）
- 2006年：《Romance de Amor》，（愛的羅曼史）
- 2008年：《Forty Degrees North》，（北緯40度）
- 2008年：《Guitar Fever EP》，古巨基2008年推出的EP
- 2010年：《Rodrigo/Albeniz》（阿蘭惠斯協奏曲）
- 2012年：《J.S.Bach: Concertos & Transcriptions》（情迷巴洛克-巴赫協奏曲）
- 2012年：《Britten Songs》（布裏頓歌集）與英國男高音伊恩·波斯特裏奇（英语：Ian Bostridge）合奏專輯
- 2013年：《Sojourn》（旅居）精選專輯
- 2015年：《Heartstrings》（心弦）
- 2016年：《Colours of Brazil》（多彩巴西）
- 2016年：《Songs from Our Ancestors》（來自我們祖先的歌）與英國男高音伊恩·波斯特裏奇合奏專輯
- 2018年：《Milonga del Angel》（弦舞），黃蒙拉（小提琴）楊雪霏（吉他）二重奏
- 2019年：《One Day in Novembe》（十一月的一天）EP 迷你專輯
- 2020年：《Sketches of China》（中國素描）2CDs，楊雪霏（吉他），張維良（簫），袁莎（古箏）協奏樂團：廈門愛樂樂團，指揮：傅人長
- 2021年：《Summertime》（夏日時光）EP 迷你專輯
- 2021年：《Winter Songs》（冬之歌）EP 迷你專輯
- 2022年：《Magna Carta: The Complete Works for Guitar and Orchestra of John Brunning》（大憲章協奏曲: 約翰布朗寧吉他管弦樂團作品全集，楊雪霏（吉他），協奏樂團：Royal Liverpool Philharmonic（利物浦皇家愛樂樂團），指揮：Clark Rundell
- 2022年：《Guitar Favourites》，（吉他摯愛）
- 2022年：《Striking a Chord》，（扣人心弦） 精選專輯
- 2023年：《X Culture》，（跨文化） 數字專輯

## 外部連結
- 官方网站（英文）
- 楊雪霏在Allmusic上的頁面（英文）
- Classic FM 杨雪霏访谈 （页面存档备份，存于）（英文）